# Paracoryphella
Paracoryphella is een slakkengeslacht uit de familie van de Paracoryphellidae. De wetenschappelijke naam van het geslacht is voor het eerst geldig gepubliceerd in 1937 door Odhner.

## Soorten
- Paracoryphella ignicrystalla Korshunova, Martynov, Bakken, Evertsen, Fletcher, Mudianta, Saito, Lundin, Schrödl & Picton, 2017
- Paracoryphella islandica (Odhner, 1937)
- Paracoryphella parva (Hadfield, 1963)